# Cardiocondyla obscurior
Cardiocondyla obscurior é uma espécie de formiga do gênero Cardiocondyla, pertencente à subfamília Myrmicinae.